# Alstroemeria plantaginea
Alstroemeria plantaginea este o specie de plante monocotiledonate din genul Alstroemeria, familia Alstroemeriaceae, descrisă de Carl Friedrich Philipp von Martius. Conform Catalogue of Life specia Alstroemeria plantaginea nu are subspecii cunoscute.